# Monsieur Periné
Monsieur Periné es un grupo musical originario de Bogotá, Colombia, que comenzó siendo un cuarteto haciendo versiones en eventos. Su propuesta fusiona el pop, el folk y el jazz. Liderada por Catalina García, una cantante Trilingue (que habla español, francés e inglés), y el multiinstrumentista Santiago Prieto.
En 2015, la banda fue ganadora en los Premios Grammy Latinos en la categoría Mejor nuevo artista y es en la actualidad una de las bandas latinoamericanas de mayor crecimiento y proyección internacional. Su tema «Nuestra canción» se ubica en el número uno de la lista de TikTok en Estados Unidos con 2 millones de usos y 2 000 millones de visualizaciones; es también número uno en Spotify y ha llegado a ese mismo puesto en listas nacionales de esa plataforma en EE. UU., Francia, Australia y Malasia entre otros países; su vídeo en YouTube cuenta con casi 35 millones de visualizaciones.
La banda ha admitido que no podrían definir qué género tocan, cuando desde un inicio se han basado en el gypsy jazz de Django Reinhardt, y por otra parte hubo un tiempo en que quisieron hacer algo parecido a Caravan Palace; pero el estilo que caracteriza a Monsieur Periné surgió de experimentar con varios géneros, bolero con swing y añadiéndole partes de otros. Esto, unido a que las letras de sus canciones son parecidas a las del pop, llevó al grupo a definir su estilo como swing a la colombiana.

## Historia
Catalina García es originaria de Cali, Colombia y estudió en el liceo francés Paul Valery de la misma ciudad. Más tarde, estudiando comunicación y sin terminar su primer semestre, decidió dejar su hogar y se trasladó con su padre a los Estados Unidos donde permaneció dos años, tras los cuales regresó a Colombia a estudiar antropología en la Universidad Javeriana, en Bogotá.
Los fundadores de la banda tocaron juntos por primera vez en la Semana Santa de 2007, en Villa de Leyva, un pueblo próximo a Bogotá. Catalina, Santiago, Nicolás Junca, y Camilo Parra (que más tarde dejaría la banda) empezaron a reunirse con frecuencia para tocar canciones de varios géneros musicales latinoamericanos y jazz, hecho que los impulsó a desarrollar la búsqueda de una identidad.
En 2009 y 2010 realizaron presentaciones locales en Bogotá. Participaron del Festival Blues D.C. 2009, el Festival de Jazz del Teatro Libre y el Festival Iberoamericano de Teatro y el Festival de Jazz Libélula Dorada. Fue en el 2009 cuando los galardonaron con un Premio Jóvenes Talentosos de la Música, de la Alianza Francesa, y otro en el concurso Urock Universia (2010). 
A fines de 2010, el grupo comenzó a componer las primeras canciones, entre las que grabaron Ton Silence y Swing with Me, esta última en una versión electroswing, en conjunto con el productor Nicolás Montaña. 
Para el 2010, con motivo de la presentación en el festival Iberoamericano de Teatro, se incorporó al proyecto la diseñadora Alejandra Rivas. Sin embargo no es sino hasta 2011 cuando ganaron el concurso nacional de “Red Bull–El ensayadero” (premio que les permitiría presentarse por primera vez en el Festival Estéreo Picnic 2011) que comenzó el desarrollo formal del grupo, con la participación de Rivas en el diseño de vestuario, y la ilustración de José Arboleda (artista plástico).
En ese mismo año, la banda incluyó batería a su sonido, de la mano de Daniel Chebair, quien permaneció hasta el 2013.
Lanzaron su primer sencillo, «La muerte», grabada junta a Felipe Álvarez, quien trabajó con artistas como Shakira y Bomba Estéreo.  Este tema fue nombrado “Canción del año” (2011) de Radiónica, emisora que fue clave en el desarrollo de la banda ese año.
En 2014 empezó a cambiar el formato original de Monsieur Periné. Camilo Parra dejó la banda para ensamblar su nuevo proyecto, Astrolabio. En 2015, el baterista Alejandro Giuliani la abandonó también por desacuerdos y a finales de 2015, tras el estreno del show Caja de Música, Rivas, quien había diseñado la imagen y el vestuario hasta la fecha, se separó del grupo.

### Nombre e inicios
El nombre de la agrupación surgió un día en el que Santiago leía Las partículas elementales, de Michel Houellebecq, en el que se habla del periné o perineo, región anatómica situada entre el ano y los genitales, y que se volvió entre ellos una palabra de burla o sorna sexual. Así, el nombre para la banda en un comienzo fue simplemente Periné, propuesta a la que se opuso Catalina, quien más tarde agregó la palabra Monsieur, irónicamente haciendo referencia a la idea de que todo lo francés es refinado.
El grupo comenzó con presentaciones menores en bodas, fiestas empresariales y cócteles. Se dieron a conocer en el auditorio de la Alianza Francesa, donde interpretaron un cover de la película Les Triplettes de Belleville, ganando el concurso de Jóvenes Talentos. Tras este evento llegaron al grupo David González (sustituyendo a Felipe, quien se había ido a Barcelona) y Miguel Guerra como contrabajista y percusionista, respectivamente. 
A partir de entonces comenzaron a presentarse en eventos de mayor relevancia como la Fête de la Musique en Valledupar y Santa Marta, y en Bogotá en el Festival Iberoamericano de Teatro y en el Blues D.C., así como en el auditorio Oriol Rangel, del Planetario Distrital.
Los primeros años de Monsieur Periné les sirvieron a la banda para experimentar y definir un estilo propio. Luego de comenzar a ser reconocido por el público ganaron los concursos Urock de Universia y El Ensayadero de Red Bull en 2010, en el cual interpretaron Be Bop. Con este triunfo obtuvieron un lugar en el Festival Stereo Picnic, para el cual se unió a la banda Daniel Chebair. Pasados dos años Daniel abandonaría la agrupación por cuestiones personales, dejando una vacante en la batería. Este lugar sería ocupado en 2013 por el argentino Alejandro Giuliani, quien acompañó a la banda durante su gran gira europea.

### Hecho a mano
En 2012 la banda lanzó su primer vídeo musical del tema "Suin Romanticón", con una serie de problemas al incendiarse el auto que utilizaron para el rodaje; y más adelante sacaron su primer disco titulado Hecho a Mano (Disco de Oro) con temas como “La Muerte”, “Suín Romanticón”, “La Playa” y “Cou-Cou”. Además, fueron nominados en varias categorías de los Premios Shock ganando 2 premios.
El álbum fue lanzado de manera independiente en Colombia y posteriormente publicado en México, Alemania y Japón. Fueron los temas de este trabajo los que le permitieron a la agrupación ingresar tanto a las radios comerciales como alternativas, llamando así la atención de la prensa en distintos lugares del mundo. En Latinoamérica se presentaron en diversos festivales de pop, jazz y world music. La primera gira europea de la agrupación fue nombrada "Huracán", que llegó gracias a un sello alemán que quiso llevarlos a Alemania, a la que se le sumó Bélgica y las Cancillerías de otros países. Esta gira terminó el 24 de octubre de 2014 con un concierto en el Auditorio Telmex en la ciudad de Guadalajara, México. También participaron en festivales como el Europa Jazz Festival, Burg Herzberg, Tollwood Festival, Mundial Festival y Grassroots Festival, entre otros. 

### Caja de música
El segundo disco de la banda al que titularon Caja de Música, fue lanzado en 2015 bajo la producción de Eduardo Cabra (Ex Calle 13). Con este álbum el grupo ganó un Latin Grammy 2015 en la categoría “Mejor Artista Nuevo” y estuvo nominado a “Álbum del año”. 
Este mismo trabajo, más tarde, fue también nominado a “Mejor álbum rock latino / alternativo” en los Grammy, donde además cantaron "Nuestra Canción" en la sala de los Premios Grammy.

### Encanto Tropical
Después de sus dos primeros álbumes “Hecho a Mano” (2012) y “Caja Musical” (2015), su último álbum, “Encanto Tropical”, se lanzó en mayo del 2018, bajo el sello Sony Music. El trabajo, producido por Visitante (Eduardo Cabra), ganador en la categoría de Productor del Año en los Grammy Latinos 2017, evoca un viaje por toda la región latinoamericana y lleva al oyente por distintos senderos musicales. 
El álbum de doce canciones cuenta con la participación de Vicentico, líder de la legendaria agrupación Los Fabulosos Cadillacs, en el tema “La tregua”, Leonel García, Julieta Venegas, Juancho Valencia y Mauricio Rengifo. Encanto Tropical estuvo nominado a Best Latin Rock, Urban or Alternative Album en los Grammy 2019 y logró tres nominaciones en los Latin Grammy 2018

### La Sombra Tour
El 2019 Monsieur Periné se aventuró por un tour alrededor del mundo en más de 75 fechas en 16 países. Visitaron las dos costas de Estados Unidos, Latinoamérica y Europa, compartiendo su música con sus fanes. Se presentaron en numerosos festivales entre ellos el San Francisco Jazz Festival, Austin City Limits, Rock in Rio, el Ruido Fest de Chicago, entre otros. 
Además en noviembre de 2019, la banda fue invitada a presentarse en conjunto a la orquesta Sinfónica de San Francisco. Monsieur Perine también tuvo la oportunidad de abrir los shows de grandes artistas como Juan Luis Guerra en Estados Unidos, Juanes en España y Rubén Blades en Colombia el mismo año.

### Mundo Paralelo
Será el nombre del nuevo sencillo que lanzará la banda a través de Sony Music en abril de 2020. Este lanzamiento estará acompañado de una gira homónima que llevará a Catalina García y Santiago Prieto a un viaje íntimo y personal por Estados Unidos, México, Colombia y otros países de América Latina. En esta gira, se interpretarán versiones acústicas de canciones de su catálogo, incluidas las favoritas de los aficionados como Bailar Contigo, Mi Libertad, Suin Romanticón y La Sombra, así como la presentación del nuevo sencillo en vivo. La gira actualmente incluye 16 fechas con nuevos shows por anunciarse pronto.

## Integrantes

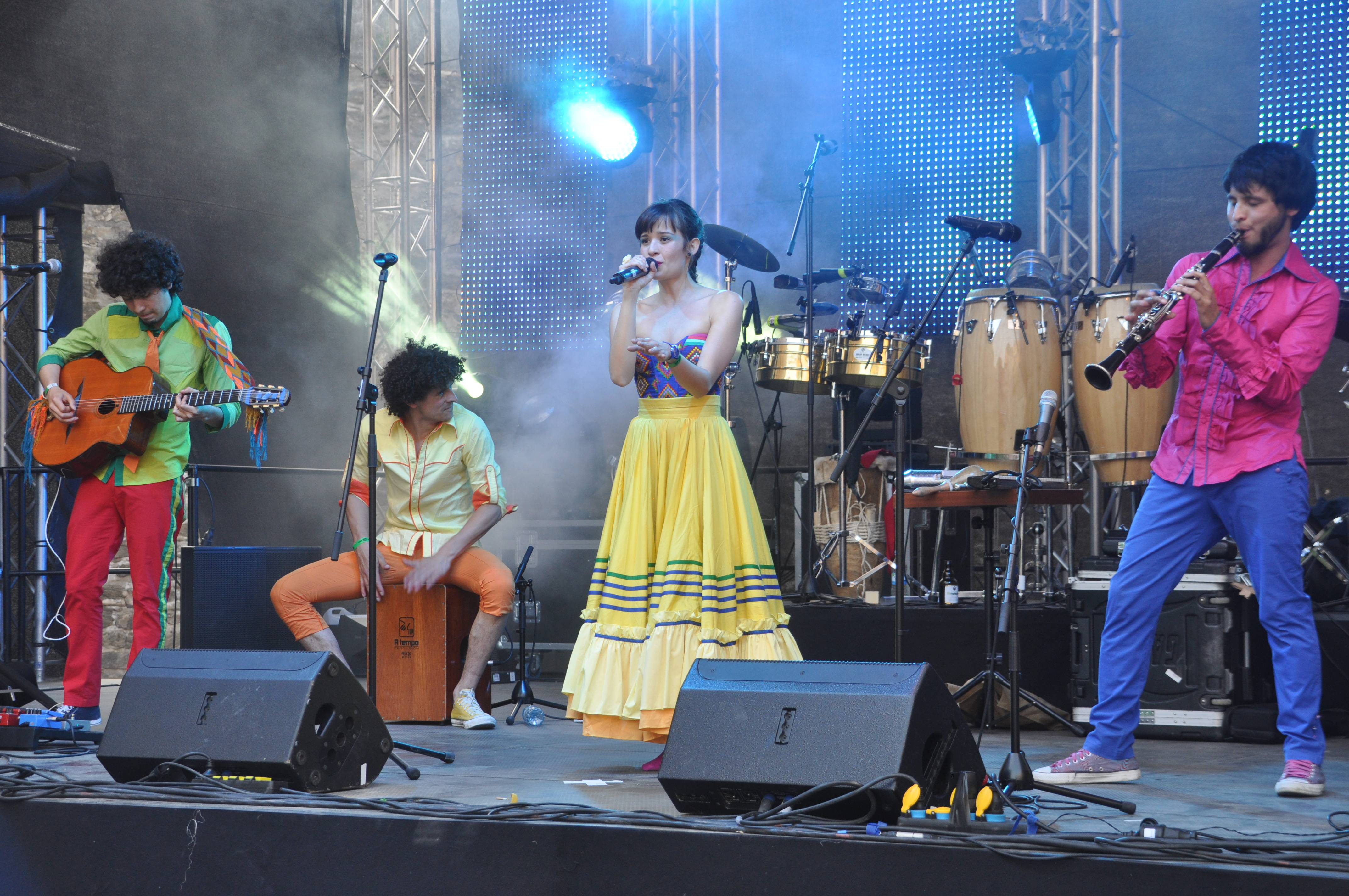
Monsieur Periné en el festival de músicas del mundo 2013 en la Fortaleza de Ehrenbreitstein, Coblenza

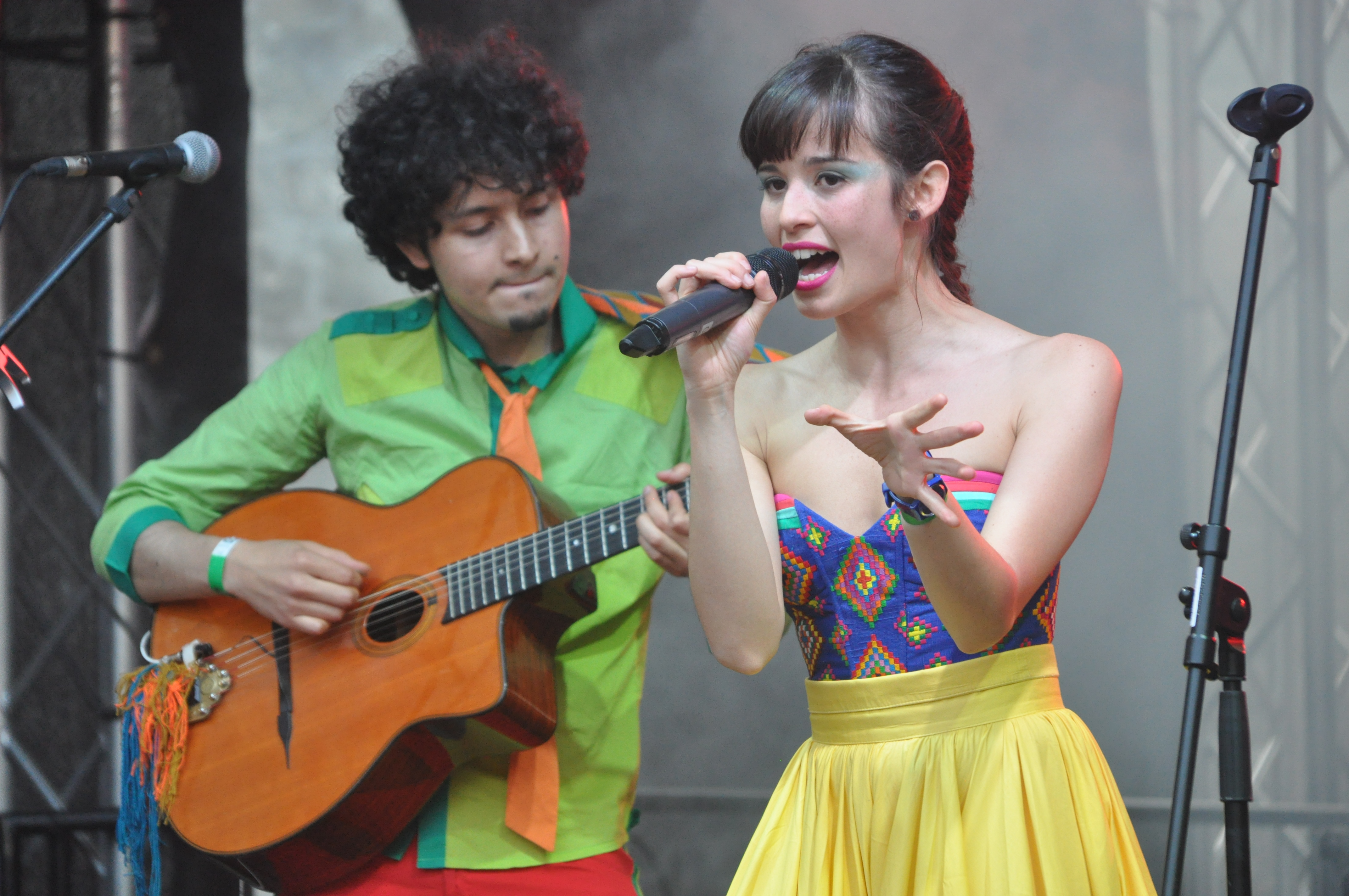
Monsieur Periné en el festival de músicas del mundo 2013 en la Fortaleza de Ehrenbreitstein, Coblenza

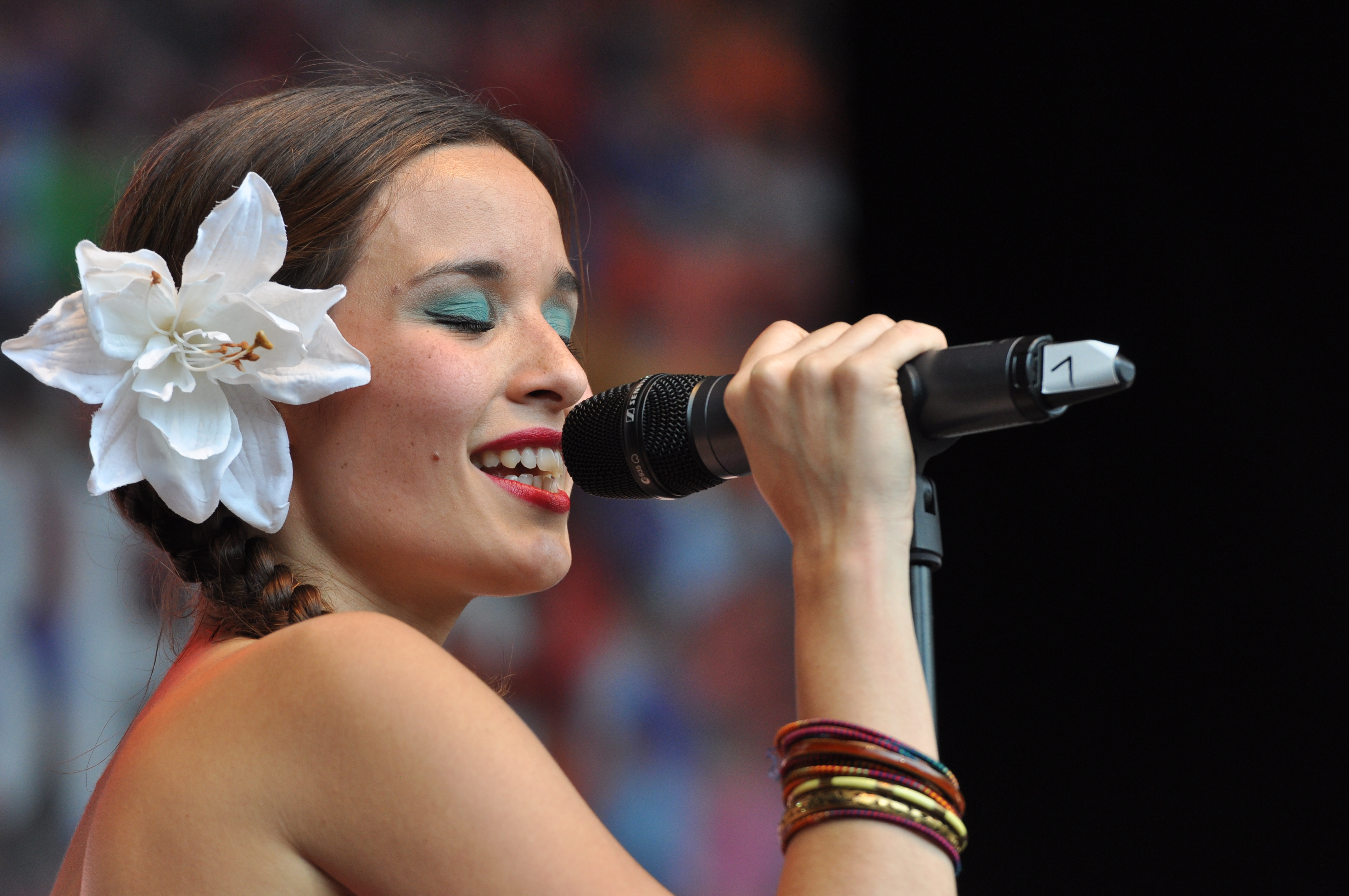
Catalina García en el festival "Bardentreffen" 2014 en Núremberg

### Integrantes principales
- Catalina García - Voz
- Santiago Prieto - Cuerdas Varias (miembro fundador)

- Nicolás Junca - Guitarra (Exmiembro fundador)
- Camilo Parra - Vientos (Exmiembro fundador)

Músicos:
- Roxana Valdés Taffur – Percusión
- Darwin Páez – Batería
- Jairo Alfonso – Saxofón/Clarinete
- Abstin Caviedes – Trombón/Bugle
- Eva Peroni - Contrabajo

Personal de apoyo:
- Kisha Hernández - Crew: Roadie y RF.
- Antonio Villamizar - Crew: Sonido, luces y RF.

Anteriores miembros y colaboradores:
- Miguel Guerra (Percusión)
- Fabián Peñaranda – Contrabajo
- Daniel Chebair – Batería
- Axcel Lir – Contrabajo
- Ricardo Mena – Ukulele/Bugle Tenor
- Camilo Parra – Vientos
- Alejandro Giuliani – Batería
- Adinda Meertins – Contrabajo
- Alejandra Rivas Ramírez – Diseño de imagen y vestuario
- José Arboleda - Ilustrador

## Discografía

### Discografía oficial
| Año  | Título           | Discográfica |
| ---- | ---------------- | ------------ |
| 2012 | Hecho a mano     | Selecto      |
| 2015 | Caja de música   | Sony Music   |
| 2018 | Encanto tropical | Sony Music   |

### Hecho a Mano
Hecho a Mano es el primer disco oficial del grupo lanzado en el año 2012. Con este disco, lograron obtener su primer Disco de Oro. El disco incluye 12 temas:
| Hecho a Mano |                       |          |  |
| N.º          | Título                | Duración |  |
| 1.           | «Tienda de Sombreros» | 2:46     |  |
| 2.           | «La Ciudad»           | 3:08     |  |
| 3.           | «Suin Romanticón»     | 3:10     |  |
| 4.           | «Sabor a Mí»          | 3:17     |  |
| 5.           | «Cou Cou»             | 3:24     |  |
| 6.           | «Huracán»             | 2:32     |  |
| 7.           | «La Playa»            | 3:49     |  |
| 8.           | «Ton Silence»         | 4:57     |  |
| 9.           | «Be Pop»              | 2:49     |  |
| 10.          | «Nada Puro Hay»       | 3:50     |  |
| 11.          | «La Muerte»           | 4:17     |  |
| 12.          | «Swing With Me»       | 3:44     |  |

### Caja de Música
El martes 28 de abril de 2015 el grupo estrenó "Nuestra Canción", el primer sencillo de su segundo álbum Caja de Música, con la colaboración del dominicano Vicente García. El lanzamiento de su segundo disco fue el 16 de junio de 2015 en la ciudad de Bogotá. El disco cuenta con 15 temas:
| Caja de Música |                                          |          |  |
| N.º            | Título                                   | Duración |  |
| 1.             | «Nuestra Canción» (Feat. Vicente García) | 4:20     |  |
| 2.             | «No Hace Falta»                          | 3:41     |  |
| 3.             | «Tu M'as Promis»                         | 5:28     |  |
| 4.             | «Interludio: Carillons Á Musique»        | 0:50     |  |
| 5.             | «Turquesa Menina»                        | 2:59     |  |
| 6.             | «Déjame Vivir»                           | 3:54     |  |
| 7.             | «Año Bisiesto»                           | 3:34     |  |
| 8.             | «Interludio: Paseo»                      | 0:28     |  |
| 9.             | «Cempasuchil» (Feat. Rubén Albarrán)     | 4:40     |  |
| 10.            | «Viejos Amores»                          | 2:50     |  |
| 11.            | «Incendio»                               | 3:40     |  |
| 12.            | «Marinero Wawani»                        | 4:10     |  |
| 13.            | «Lloré»                                  | 3:52     |  |
| 14.            | «Mi Libertad»                            | 5:36     |  |
| 15.            | «Outro: Caja de Música»                  | 1:45     |  |

### Encanto Tropical
El 20 de abril, la banda estrena el sencillo "Bailar contigo", primer sencillo del álbum "Encanto Tropical" que fue estrenado el 18 de mayo de 2018. El álbum cuenta con 12 temas:
| Encanto Tropical |                                           |          |  |
| N.º              | Título                                    | Duración |  |
| 1.               | «Encanto Tropical»                        | 4:46     |  |
| 2.               | «Veneno»                                  | 3:25     |  |
| 3.               | «Bailar Contigo»                          | 3:39     |  |
| 4.               | «Tarde»                                   | 4:06     |  |
| 5.               | «La Sombra» (Feat. Leonel Garcia)         | 3:40     |  |
| 6.               | «Infinito»                                | 2:58     |  |
| 7.               | «Guayabas y Flores»                       | 3:37     |  |
| 8.               | «La Tregua» (Feat. Vicentico)             | 3:48     |  |
| 9.               | «La Hora Sublime del Bolero (Interludio)» | 0:28     |  |
| 10.              | «Me Vas a Hacer Falta»                    | 4:01     |  |
| 11.              | «Llévame»                                 | 3:54     |  |
| 12.              | «Vámonos»                                 | 4:06     |  |

## Colaboraciones y canciones inéditas
Monsieur Periné participó en el álbum 1er Acto del artista Bogotano Esteman, además, para el festival ¡Vive latino! de Ciudad de México llevado a cabo en 2013, hizo un dúo con el vocalista del Paté de Fuá, Yayo González. Junto a ese tema, otras canciones notables que el grupo aún no ha grabado en estudio incluyen:
- El duelo.
- Pájaros.
- Amada mía (cover de Óscar Alemán).
- A kiss to build a dream on (cover de Louis Armstrong).
- La vie en rose (cover de Louis Armstrong).
- Rendez-vous (cover del OST de 'Les Triplettes de Belleville').
- Bésame mucho (cover de Consuelo Velázquez).
- Amor y deudas (con Puerto Candelaria).
- Buenos días, campesino (con Jorge Velosa).
- Nada personal (con Juan Pablo Vega).
- Oh là là (con Esteman).
- True love (con Esteman y Juan Pablo Vega).
- Vamos a morir (con Paté de Fuá).
- Piensa en mí (con Natalia Lafourcade).
- Un pato (con Natalia Lafourcade).
- Ay vida mía (con El Kanka).
- Rosas en el lodo (con Beto Cuevas).
- La terminal (con Tokyo Ska Paradise Orchestra).
- Mi destino (con Maréh).
- Mundo Paralelo (con Pedro Capó).
- Cempasúchil (con Rubén Albarrán)

## Premios y nominaciones

### Premios Grammy Latinos
| Año  | Trabajo nominado          | Categoría                         | Resultado |
| ---- | ------------------------- | --------------------------------- | --------- |
| 2015 | Caja de música            | Álbum del Año                     | Nominado  |
| 2015 | Monsieur Periné           | Mejor Artista Nuevo               | Ganador   |
| 2018 | Encanto Tropical          | Álbum del Año                     | Nominado  |
| 2018 | Bailar Contigo            | Grabación del Año                 | Nominado  |
| 2018 | Bailar Contigo            | Canción del Año                   | Nominado  |
| 2023 | Bailo Pa Ti               | Mejor canción Pop                 | Nominado  |
| 2023 | Bolero Apocalíptico       | Mejor álbum de música alternativa | Ganador   |
| 2024 | Catalina (feat. Cimafunk) | Grabación del año                 | Pendiente |

### Premios Grammy
| Año  | Trabajo nominado | Categoría                                        | Resultado |
| ---- | ---------------- | ------------------------------------------------ | --------- |
| 2016 | Caja de música   | Mejor álbum de rock latino, urbano o alternativo | Nominado  |
| 2019 | Encanto Tropical | Mejor álbum de rock latino, urbano o alternativo | Nominado  |

### Premios Nuestra Tierra
| Año  | Trabajo nominado                        | Categoría                   | Resultado |
| ---- | --------------------------------------- | --------------------------- | --------- |
| 2020 | La Sombra                               | Canción alternativa del Año | Ganadores |
| 2020 | Monsieur Periné                         | Artista alternativo del Año | Ganadores |
| 2021 | Monsieur Periné                         | Artista alternativo del Año | Nominados |
| 2022 | Volverte a Ver                          | Canción alternativa / Rock  | Ganador   |
| 2023 | Tú y Yo (feat. Vanesa Martín)           | Canción alternativa / Rock  | Nominados |
| 2023 | Tú y Yo (feat. Vanesa Martín)           | Mejor vídeo                 | Nominados |
| 2024 | Monsieur Periné                         | Duo o grupo Pop             | Nominados |
| 2024 | En la Oscuridad (feat. Bándalos Chinos) | Canción alternativa / Rock  | Nominados |
| 2024 | Prométeme                               | Mejor vídeo                 | Nominados |